# Первіс Еступіньян
Первіс Хосуе Еступіньян Теноріо (ісп. Pervis Josué Estupiñán Tenorio; нар. 28 січня 1998 року в Есмеральдасі, Еквадор) — еквадорський футболіст, захисник англійського клубу «Брайтон енд Гоув Альбіон» і збірної Еквадору.

## Клубна кар'єра
Еступіньян — вихованець клубу ЛДУ Кіто. 1 лютого 2015 року в матчі проти «Ель Насьйональ» Первіс дебютував в еквадорській Прімері.
Влітку 2016 року Еступіньян перейшов до італійського «Удінезе» і його відразу ж віддали в оренду до англійського «Вотфорда», але він так і не дебютував за команду. 2017 року Первіса віддали в оренду до іспанської «Гранади». 5 квітня в матчі проти «Депортіво Ла-Корунья» він дебютував у Ла-Лізі.
Влітку 2017 року Первіс на правах оренди перейшов до «Альмерії». 20 серпня в матчі проти «Хімнастіка» він дебютував за нову команду. Влітку 2018 року Еступіньяна віддали в оренду «Мальорці».
Восени 2020 року «Вільярреал» купив Еступіньяна у «Вотфорда» за £ 15 млн і підписав з ним контракт на 7 років.

## Міжнародна кар'єра
2015 року Еступіньян здобув бронзові медалі юнацького чемпіонату Південної Америки в Парагваї. На турнірі він зіграв у матчах проти команд Чилі, Болівії, Уругваю, Бразилії, Парагваю, Колумбії і двічі Аргентини. У поєдинку проти чилійців Первіс забив гол.
Того ж року Еступіньян взяв участь у юнацькому чемпіонаті світі в Чилі. На турнірі він зіграв у матчах проти Гондурасу, Малі, Бельгії, Росії і Мексики. У поєдинках проти малійців і гондурасців Первіс забив по голу.
2017 року Еступіньян у складі молодіжної збірної Еквадору завоював срібні медалі домашнього молодіжного чемпіонату Південної Америки. На турнірі він зіграв у матчах проти команд Чилі, Парагваю, Венесуели, Уругваю, Аргентини, а також двічі Колумбії і Бразилії. У поєдинках проти бразильців, аргентинців, венесуельців і колумбійців Первіс забив чотири м'ячі.
Того ж року Еступіньян взяв участь у молодіжному чемпіонаті світу в Південній Кореї. На турнірі він зіграв у матчах проти команд США, Саудівської Аравії та Сенегалу.

## Статистика виступів
Станом на матч, що відбувся 19 липня 2020
| Клуб               | Сезон              | Ліга                      | Ліга | Ліга | Кубок | Кубок | Кубок ліги | Кубок ліги | Інші | Інші | Загалом | Загалом |
| Клуб               | Сезон              | Дивізіон                  | Ігри | Голи | Ігри  | Голи  | Ігри       | Голи       | Ігри | Голи | Ігри    | Голи    |
| ------------------ | ------------------ | ------------------------- | ---- | ---- | ----- | ----- | ---------- | ---------- | ---- | ---- | ------- | ------- |
| ЛДУ Кіто           | 2015               | Серія А                   | 32   | 0    | —     | —     | —          | —          | 2    | 0    | 34      | 0       |
| ЛДУ Кіто           | 2016               | Серія А                   | 8    | 0    | —     | —     | —          | —          | 3    | 0    | 8       | 0       |
| ЛДУ Кіто           | Загалом            | Загалом                   | 40   | 0    | —     | —     | —          | —          | 5    | 0    | 45      | 0       |
| Вотфорд            | 2016–17            | Прем'єр-ліга              | 0    | 0    | 0     | 0     | 0          | 0          | —    | —    | 0       | 0       |
| Вотфорд            | 2017–18            | Прем'єр-ліга (Англія)     | 0    | 0    | 0     | 0     | 0          | 0          | —    | —    | 0       | 0       |
| Вотфорд            | 2018–19            | Прем'єр-ліга              | 0    | 0    | 0     | 0     | 0          | 0          | —    | —    | 0       | 0       |
| Вотфорд            | 2019–20            | Прем'єр-ліга              | 0    | 0    | 0     | 0     | 0          | 0          | —    | —    | 0       | 0       |
| Вотфорд            | 2020–21            | Чемпіонат Футбольної ліги | 0    | 0    | 0     | 0     | 0          | 0          | —    | —    | 0       | 0       |
| Вотфорд            | Загалом            | Загалом                   | 0    | 0    | 0     | 0     | 0          | 0          | 0    | 0    | 0       | 0       |
| Granada B (оренда) | 2016–17            | Сегунда Дивізіон Б        | 21   | 2    | —     | —     | —          | —          | —    | —    | 21      | 2       |
| Гранада (оренда)   | 2016–2017          | Ла-Ліга                   | 2    | 0    | 0     | 0     | —          | —          | —    | —    | 2       | 0       |
| Альмерія (оренда)  | 2017–18            | Сегунда Дивізіон          | 26   | 0    | 1     | 0     | —          | —          | —    | —    | 27      | 0       |
| Мальорка (оренда)  | 2018–19            | Сегунда Дивізіон          | 23   | 3    | 2     | 0     | —          | —          | —    | —    | 25      | 3       |
| Осасуна (оренда)   | 2019–2020          | Ла-Ліга                   | 36   | 1    | 3     | 0     | —          | —          | —    | —    | 39      | 1       |
| Вільярреал         | 2020–2021          | Ла-Ліга                   | 0    | 0    | 0     | 0     | —          | —          | —    | —    | 0       | 0       |
| Загалом за кар'єру | Загалом за кар'єру | Загалом за кар'єру        | 148  | 6    | 6     | 0     | 0          | 0          | 5    | 0    | 159     | 6       |

1. ↑  Ігри в Південноамериканському кубку
2. ↑  Ігри в Кубку Лібертадорес

## Досягнення
Клубні
«Вільярреал»
- Володар Ліги Європи УЄФА: 2020-21

Міжнародні
 Еквадор (до 20)
- Чемпіонат Південної Америки з футболу серед молодіжних команд — 2017